# Moti Masjid (Deli)

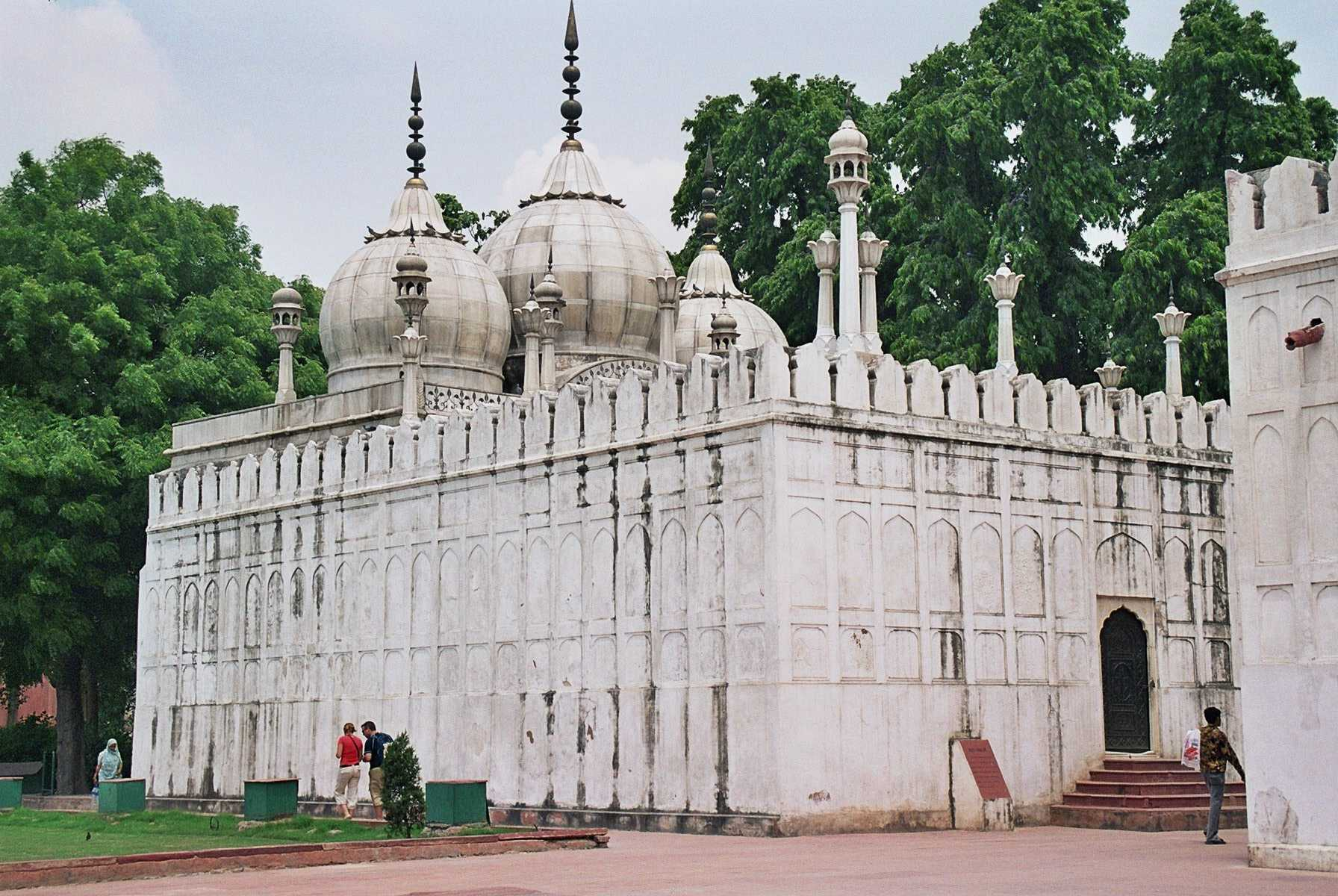
Vista exterior da Mesquita Pérola (Moti Masjid) do Forte Vermelho.

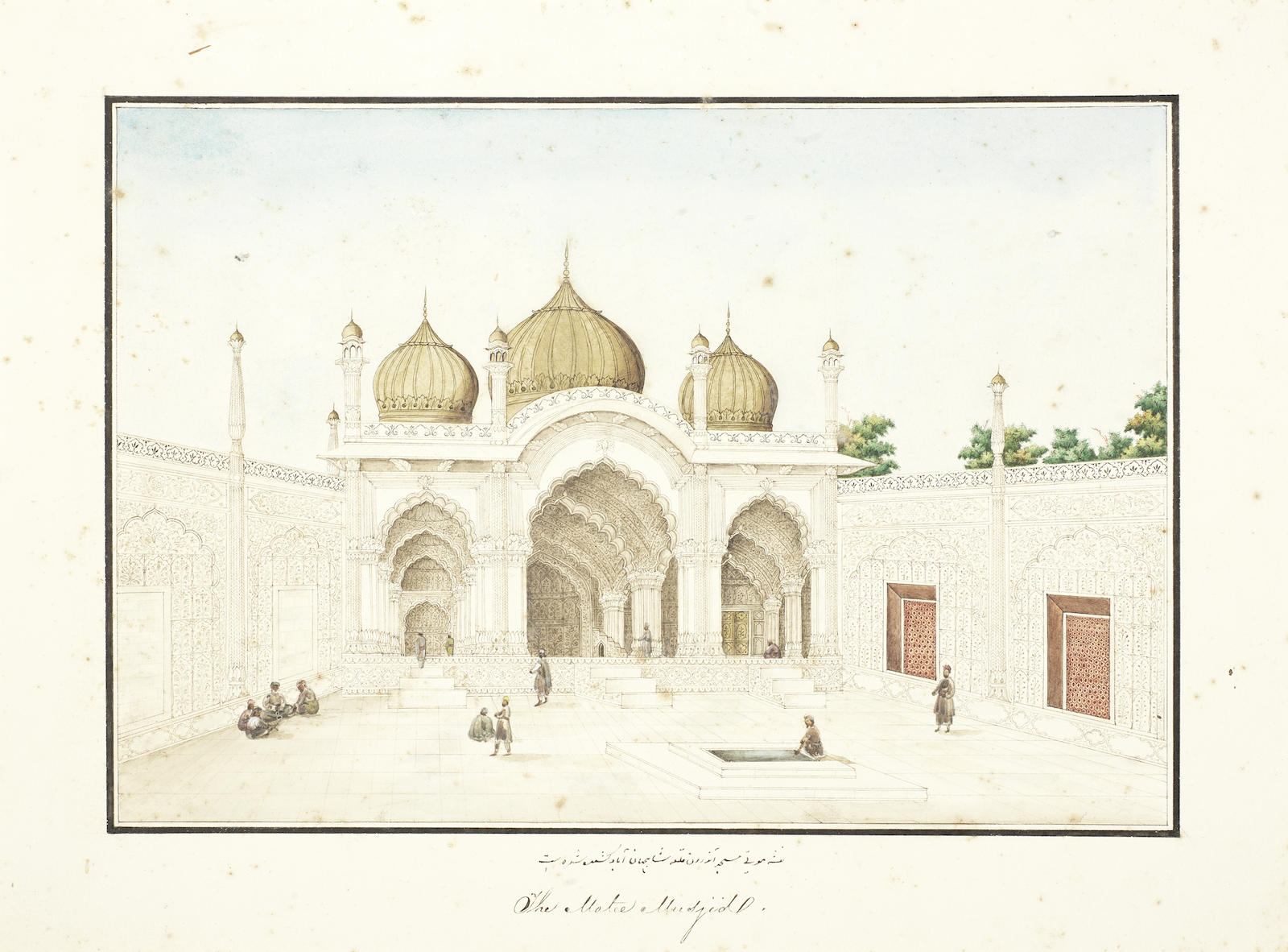
Pintura da mesquita na década de 1850, por Ghulam Ali Khan.

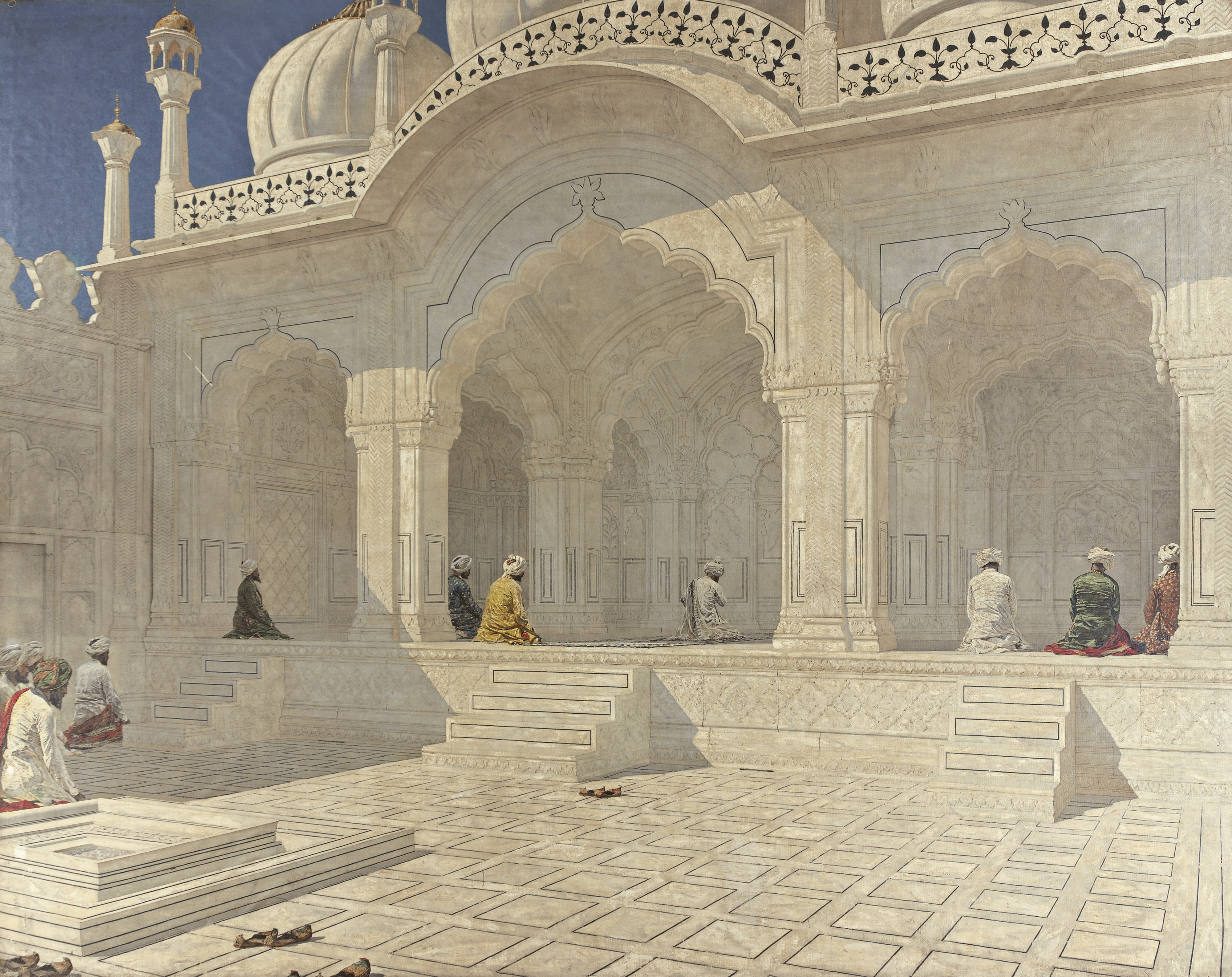
Pintura da mesquita em finais da década de 1880, por Vasily Vereshchagin.

O Moti Masjid (Hindustâni: موتی مسجد, मोती मस्जिद) é uma mesquita de mármore branca que se encontra no interior do complexo do Forte Vermelho em Deli, Índia. A tradução literal do nome é "Mesquita Pérola" e em inglês "Pearl Mosque". Situado a oeste de Hammam, próximo de Diwan-e-Khas, o complexo foi construído pelo imperador mogol Aurangzeb por volta de 1659 e 1660, para proveito próprio, com um custo de Rs. 160,000. A mesquita era também frequentada por mulheres de Zenana.
O salão de oração possui três arcos e é dividido em dois corredores. Encimado por três cúpulas bulbosas originalmente revestidas por cobre dourado. O cobre desapareceu provavelmente na sequência da Rebelião Indiana de 1857.
As paredes exteriores da mesquita estão simetricamente dispostas em relação às paredes exteriores do forte, enquanto que as paredes interiores estão orientadas de modo ligeiramente diferente, alinhando-se de acordo com a localização de Meca. A porta leste é revestida com folhas de cobre.
A mesquita foi rebocada de branco no exterior. No interior encontra-se o mármore branco do pátio e um salão de reza, que está num nível superior em relação ao primeiro. O chão do salão de reza está coberto com delineamentos de pequenos tapetes para a prática das orações (Musalla) em mármore preto. No centro do pátio uma pequena e quadrada fonte da ablução. O pátio mede 12.1 X 10.6 m.
Outra pequena mesquita com o mesmo nome foi edificada para oração particular pelo filho de Aurangzeb, o grão-mogol Badur Xá I (r. 1707–1712), próximo do Portão Ajmere do santuário Dargah do santo Sufi Qutbuddin Bakhtiar Kaki, que está localizado em Mehrauli no Jahaz Mahal. Este é uma imitação daquele que se encontra no interior do Forte Vermelho.

## Galeria

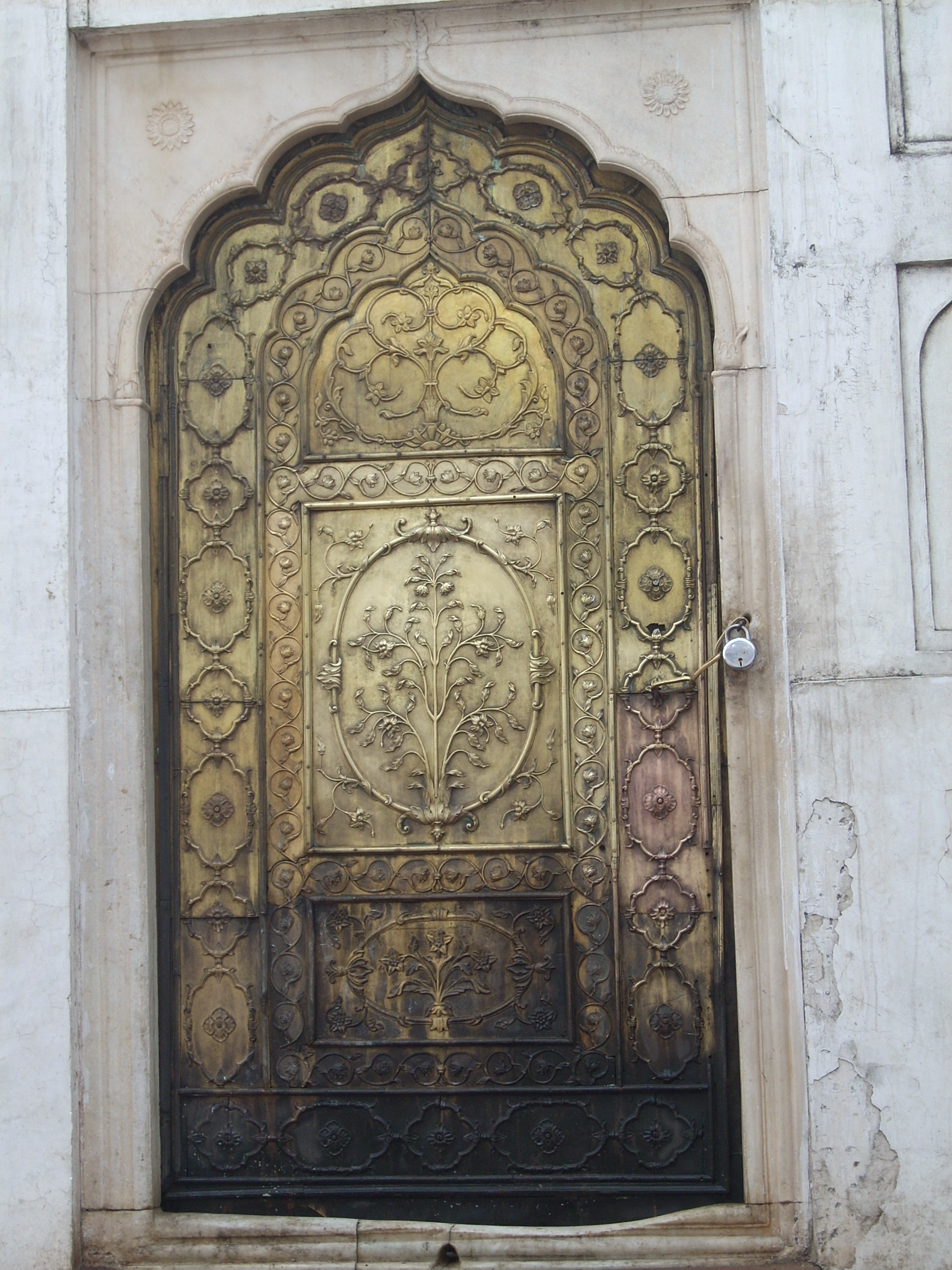
Porta principal de bronze com motivos vegetais
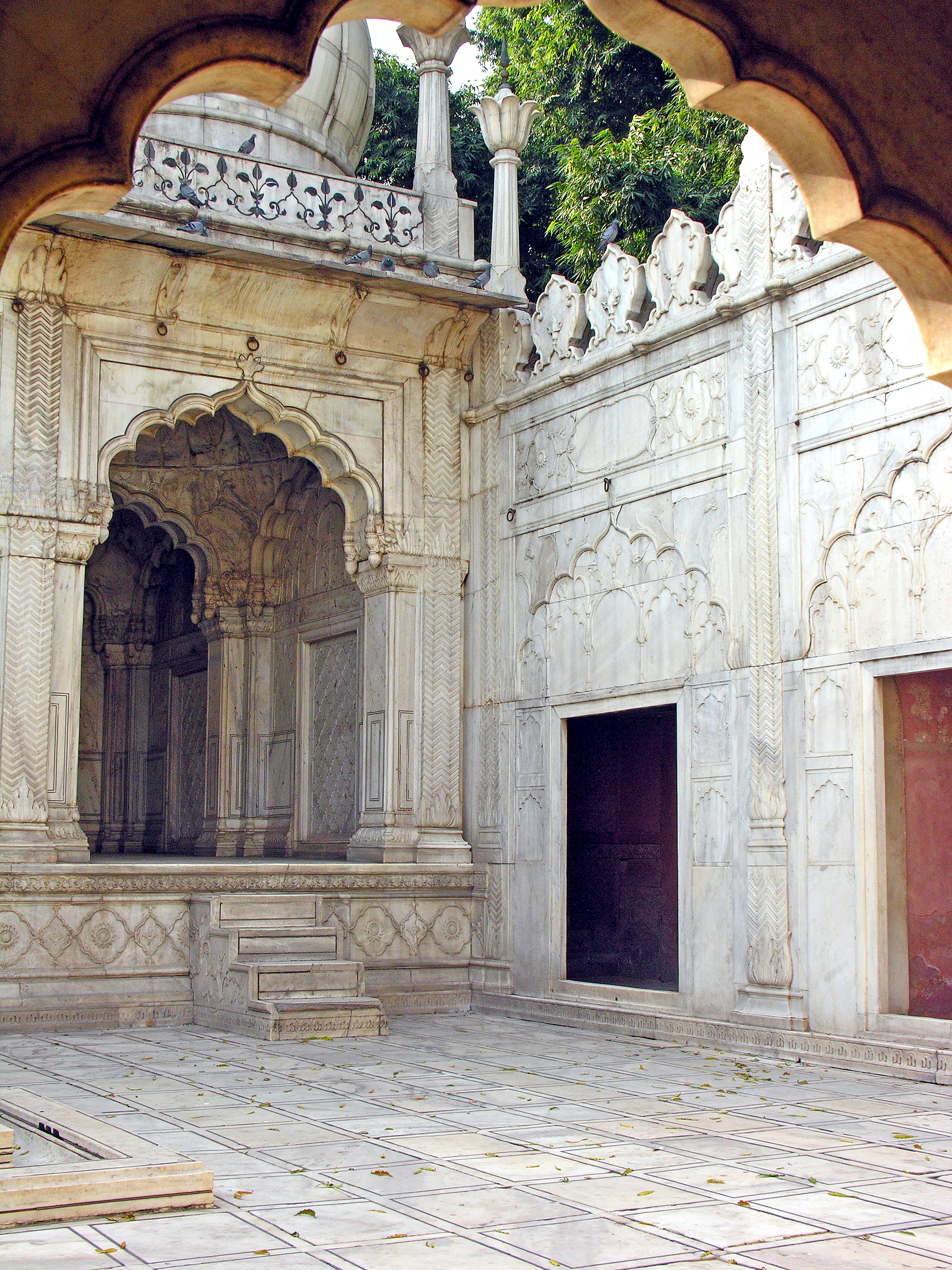
Vista interior na atualidade